# New Look (Politik)
Der New Look ist ein außenpolitisches Konzept der Eisenhowerregierung, das 1953 durch John Foster Dulles entwickelt und 1954 vorgestellt wurde. Es war die Antwort auf die Eindämmungspolitik von Harry S. Truman und im Sinne der neuen NATO-Strategie – Massive Vergeltung. Konventionelle Waffen und Soldaten sollten gegen mehr Kernwaffen eingetauscht werden, um damit die Kosten für den Verteidigungshaushalt zu senken.
General Maxwell D. Taylor trat aus Protest gegen den New Look von seinem Amt als Stabschef der Armee zurück. Er wurde unter Kennedy zum militärischen Sonderberater.